# Parens scientiarum
Die Päpstliche Bulle Parens scientiarum (lateinisch für „Mutter der Wissenschaften“) gilt im Bewusstsein der Pariser Universität Sorbonne als die Magna Charta, die 1231 zur Beendigung des Lehrboykotts geführt hatte. Papst Gregor IX., der auch an der Universität studiert hatte, begründete mit dieser, am 13. April 1231 erlassenen, Bulle die Grundlage für neue Regeln. Er bezeichnete die Pariser Universität als „Mutter der Wissenschaften“.

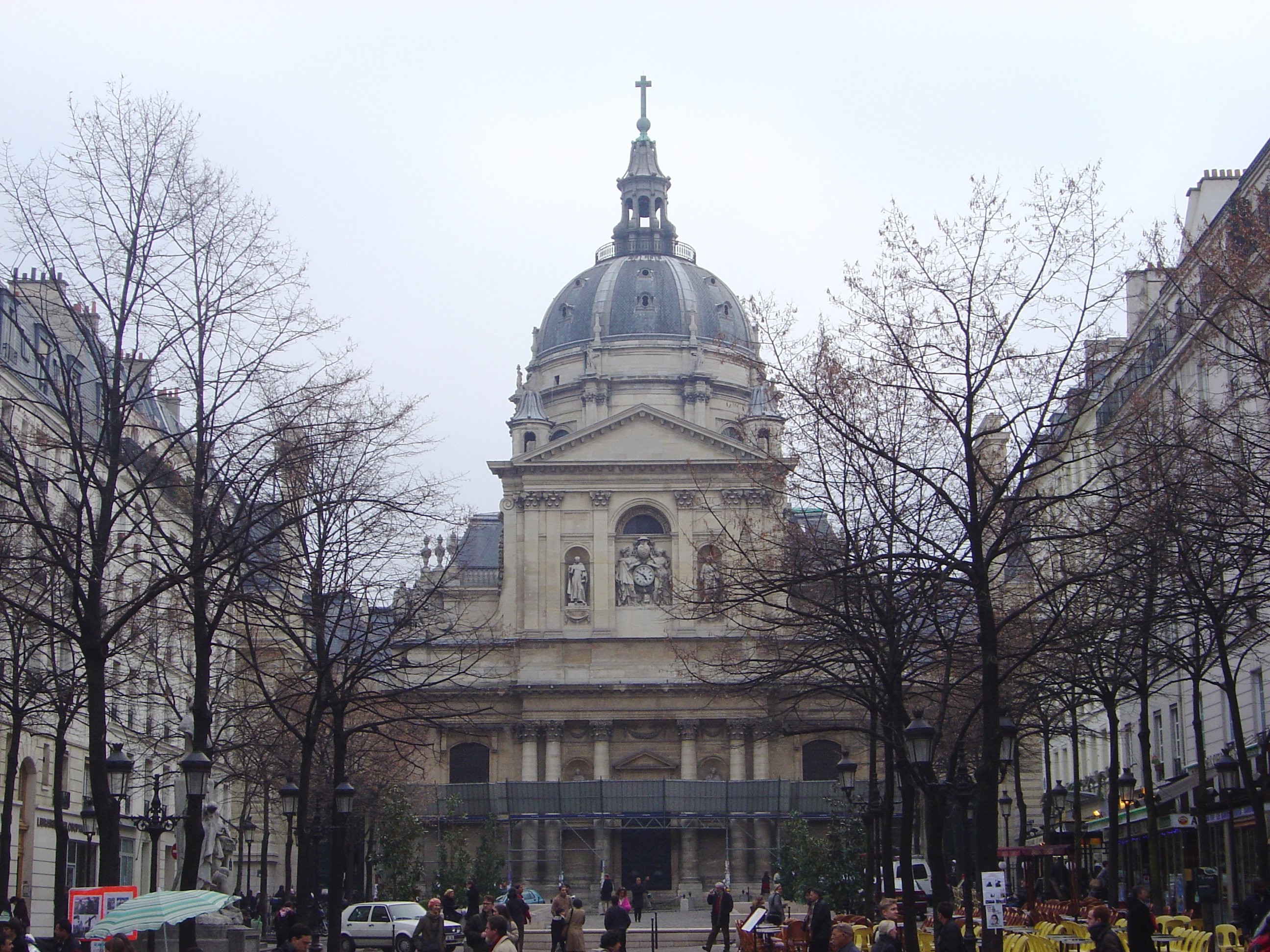
Universitätskapelle Ste. Ursule (Sorbonne)

## Vorgeschichte
Im Jahre 1229 führten in Paris, zur Karnevalszeit, die wilden Trinkgelage und eine schwere Prügelei zu heftigen Auseinandersetzung zwischen Studenten und Soldaten des  Stadtvogts. Hierbei kam es zu erheblichen Übergriffen auf die Unterkünfte der Studenten, zu Inhaftierungen und Misshandlungen von Lehrpersonal. Diese Auswirkungen, die als Angriff auf die Universität verstanden wurden, führten schließlich zum Vorlesungsstreik und zur Abwanderung von Dozenten zu anderen Universitäten. Dieser anhaltende Konflikt und der Vorlesungsstreik wurde schließlich mit dieser Bulle beendet, obwohl der Vorlesungsbetrieb erst zwei Jahre später wieder aufgenommen wurde.

## Päpstlicher Schutz
In der Päpstlichen Bulle räumte der Papst der Universität mit einem  Korporationsrecht weitgehende Befugnisse zur Selbstverwaltung ein, somit wurde die Bulle als Vorlage zu den Gründungsstatuten der Universität verstanden. Ihm ging es aber auch darum, den Studenten eine Schutzfunktion zu bieten, die ihnen mehr Unabhängigkeit garantieren sollte. Die Unabhängigkeit von den Pariser Behörden und den weltlichen Einflüssen wollte Gregor IX. dadurch erreichen, dass er die Universität direkt unter seine päpstliche Schirmherrschaft stellte und die Aufsicht dem Bischof von Paris übertrug. 

## Bestimmungen (auszugsweise)
- Der Universitätskanzler soll in Gegenwart des Bischofs von Paris auf das kanonische Recht vereidigt werden. Dem Kanzler wurde das Recht zur Erlassung von Verfassungen und Anweisungen erteilt, hierin sollten die Arbeitsrechte der  Professoren und Dozenten und das Verhalten der Studenten geregelt werden. Zu den erweiterten Aufgaben des Kanzlers gehörte auch, so legt Gregor IX. fest, die Bestrafung und disziplinare Ahndung von Missachtungen und die Ermahnung und Belehrung der Studenten.
- Zum Schutz der Studenten ordnet er an, dass bei ungerechtfertigter Behandlung oder Inhaftierung sofort die Einstellung der Vorlesungen möglich sei. Des Weiteren ordnete der Papst an, dass der Universitätskanzler der Aufsichtspflicht des Bischofs von Paris unterliege.
- Eine Urlaubs- und Abwesenheitsregelung legte fest, dass der Urlaub nicht den Zeitraum eines Monats überschreiten solle.
- Für die Studenten wurde verboten innerhalb der Stadt Waffen mitzuführen, ihnen wurde auch untersagt andere Studenten in ihre Studiengängen zu behindern oder sie zu belästigen.
- Zu Studienzwecken seien nur die geprüften und genehmigten Bücher zu verwenden, die Umgangssprache habe in einem würdigen Rahmen stattzufinden.
- In der abschließenden Exhortatio ermuntert er zur Einhaltung der rechtmäßigen Bestimmungen. Er wies darauf hin, dass  Verstöße, selbst bei Versuchen, eine erhebliche Bestrafung nach sich ziehen würden.